# کنوانسیون‌های ۱۸۹۹ و ۱۹۰۷ لاهه

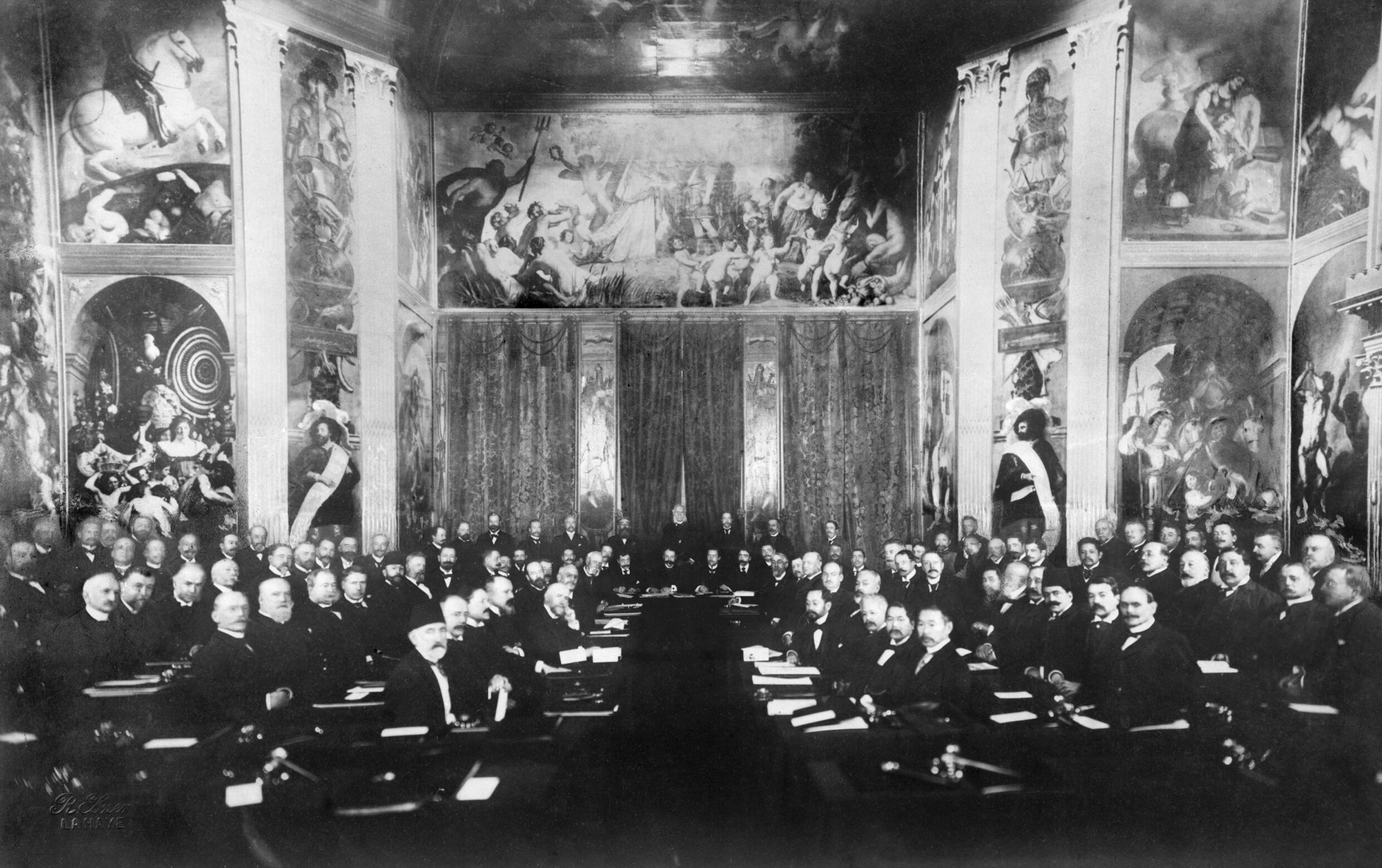
اولین کنفرانس لاهه در سال ۱۸۹۹

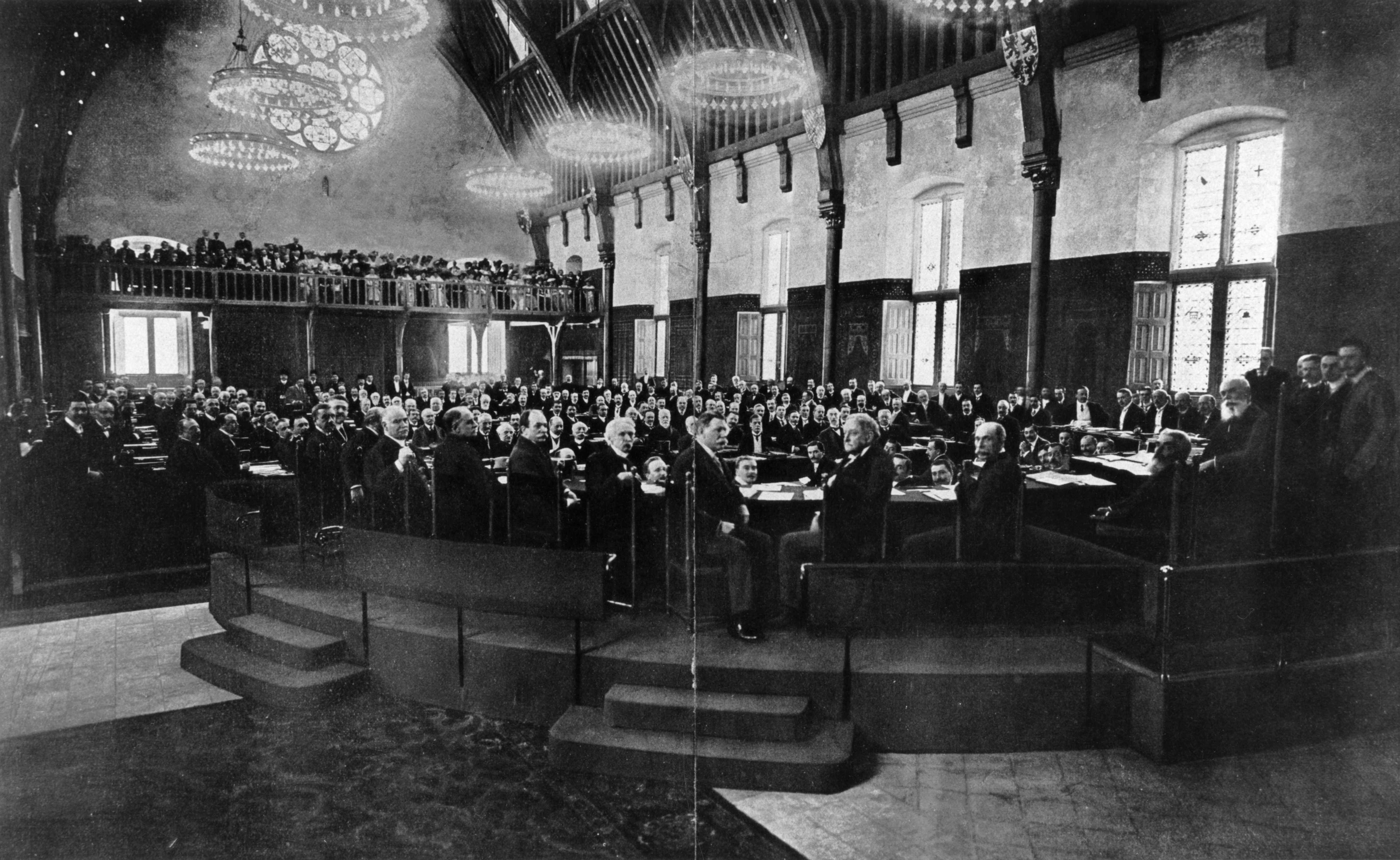
دومین کنفرانس لاهه در سال ۱۹۰۷

کنوانسیون لاهه ۱۸۹۹ و ۱۹۰۷ معاهدات و اعلامیه‌های بین‌المللی می‌باشند که در دو کنفرانس بین‌المللی صلح در شهر لاهه در هلند مورد مذاکره قرار گرفته‌اند. اولین کنفرانس لاهه در سال ۱۸۹۹ و دومین کنفرانس لاهه در سال ۱۹۰۷ برگزار شد. همراه با کنوانسیون ژنو، کنوانسیون لاهه جزو اولین اعلامیه‌های رسمی از قوانین جنگ و جنایات جنگی در بطن قوانین بین‌المللی سکولار  به‌شمار می‌آیند.
کنفرانس سومی هم برای ۱۹۱۴ برنامه‌ریزی شده بود که به ۱۹۱۵ موکول شد ولی با شروع جنگ جهانی اول برگزار نگردید.
این کنفرانس‌ها در کنار کارهای دیگری که انجام دادند سعی بر این داشتند تا اشکالات مختلفی که نظام و رویه داوری بین‌المللی داشت را مرتفع سازند، و دولت‌ها را تشویق نمایند تا یک موافقت‌نامه بین‌المللی را برای رجوع به داوری بین‌المللی امضاء نمایند؛ بنابراین:
کنفرانس ۱۸۹۹ لاهه دیوان دائمی داوری را بر اساس معاهداتی که به تصویب کشورها رسید تشکیل داد.
کنفرانس ۱۹۰۷ لاهه معاهده تشکیل دیوان دائمی داوری را مورد اصلاح و تکمیل قرار داد.
در ۱۸ مه ۱۸۹۹ به پیشنهاد نیکلای دوم امپراتور روسیه، اولین کنفرانس معروف به کنفرانسهای صلح در شهر لاهه هلند با هدف حفظ صلح تشکیل گردید. در این کنفرانس ۲۶ کشور شامل ۲۰ کشور اروپایی و آمریکا و مکزیک، ایران، چین، ژاپن و سیام شرکت کردند.
دومین کنفرانس صلح لاهه به ابتکار تئودور روزولت رئیس‌جمهور ایالات متحده آمریکا تشکیل شد.
روزولت که در پایان دادن به جنگ میان روسیه و ژاپن در سال ۱۹۰۵ میلادی نقش مهمی به عنوان میانجی داشت، با پشتیبانی افکار عمومی، در سال ۱۹۰۷ میلادی را آماده برای
برگزاری نمود، ولی بنا بر درخواست تزار روسیه این افتخار به وی تفویض شد که که دعوت‌نامه‌های دومین کنفرانس صلح لاهه را که در لاهه تشکیل می‌شد، صادر و امضاء نماید.
از دستاوردهای مهم کنفرانس‌های صلح لاهه که نقطهٔ عطفی مهم در توسعه حقوق بین‌الملل است محدود کردن کشورها از افروختن آتش جنگ است. این کنفرانس انتخاب روش‌های مسالمت‌آمیز حل اختلاف بین‌المللی یا روش‌های غیر مسالمت آمیز شامل:
1. مقابله به مثل
2. اقدامات تلافی جویانه

را به خود کشورها واگذار کرد ولی از دولت‌ها خواست، تا حد امکان و تا جایی که اوضاع و احوال اجازه می‌دهد، به‌کارگیری روش‌های مسالمت‌آمیز (داوری) را به روش‌های غیرمسالمت‌آمیز ترجیح دهند.